# Костюченко, Анатолий Гордеевич
Анато́лий Горде́евич Костюче́нко (19 апреля 1931 года, ст. Опытное поле, Синельниковский район, Днепропетровская область — 2 апреля 2010 года, Москва) — советский и российский учёный-математик, специалист в области функционального анализа, создатель и руководитель всемирно известной школы функционального анализа.

## Биография
Родился в семье военного. В 1949 году поступил на механико-математический факультет Киевского университета, который окончил в 1954 году. Ещё студентом 4 курса получил рекомендацию А. Н. Колмогорова в аспирантуру механико-математического факультета МГУ (единственный рекомендованный из всех студентов на курсе). На старших курсах университета занимался под руководством Г. Е. Шилова. В своей студенческой работе (совместной с А. В. Скороходом), дал геометрическое доказательство теоремы Н. К. Бари о базисности ортонормированной системы в гильбертовом пространстве, квадратично близкой к ортонормированному базису.
В 1954 году переехал в Москву, стал аспирантом механико-математического факультета под научным руководством Г. Е. Шилова. В это время группа Г. Е. Шилова разрабатывала вопросы теории уравнений в частных производных, главным образом с постоянными коэффициентами, в рамках теории обобщённых функций, которой тогда активно занимался также И. М. Гельфанд. А. Г. Костюченко доказал существование решений задачи Коши в классах функций, для которых Гельфанд и Шилов до этого установили единственность решения.
Впоследствии был привлечён И. М. Гельфандом к разработке теории разложений по собственным функциям общих самосопряжённых операторов.
«О собственных функциях самосопряжённых операторов». Диссертация на соискание учёной степени кандидат физико-математических наук, МГУ, М., 1957.
«О некоторых спектральных свойствах дифференциальных операторов». Диссертация на соискание учёной степени доктор физико-математических наук, МГУ, М., 1966. Профессор кафедры теории функций и функционального анализа механико-математического факультета МГУ (1967).
Дал (с соавторами) решение задачи С. Л. Соболева об устойчивости вращения волчка с полостью, заполненной вязкой жидкостью.
Член правления Московского математического общества.
Заслуженный профессор Московского университета (1999). Почётный доктор Башкирского ГУ (2008).
Лауреат Ломоносовской премии 1 степени (2001)
Создал научную школу, подготовил 58 кандидатов наук, более 20 из них получили докторские степени: Р. С. Исмагилов, В. А. Садовничий, М. М. Гехтман, М. О. Отелбаев, К. Х. Бойматов, Г. В. Радзиевский, А. Г. Сергеев, Я. Т. Султанаев, Г. А. Исаев (Исаханлы), Б. А. Искендеров, М. Б. Оразов, А. А. Шкаликов, А. М. Гомилко, О. Велиев, Е. Д. Нурсултанов, А. К. Фрагела, В. В. Власов, С. А. Степин.
В числе учеников профессора А. Г. Костюченко — ректор МГУ академик В. А. Садовничий и Учредитель, ректор-основатель и ныне председатель совета попечителей Университета Хазар, Баку, Азербайджан — профессор Исаханлы, Гамлет Абдулла оглы.
Автор и соавтор 77 научных работ. Лауреат Ломоносовской премии 2001 г.
Член редколлегии журнала «Функциональный анализ и его приложения» со дня его основания.
Член Редакционного совета журнала «Успехи математических наук»
Скончался после тяжёлой и продолжительной болезни.

## Из библиографии
- Распределение собственных значений : Самосопряж. обыкнов. дифференц. операторы. / Костюченко А. Г. — Москва : Наука, 1979. — 399 с.; 21 см.
- Плотность спектра дифференциальных операторов : самосопряжённые, обыкновенные дифференциальные операторы : [монография] / А. Г. Костюченко, И. С. Саргсян ; М-во образования и науки Российской Федерации, Московский гос. ун-т печати. — Москва : Московский гос. ун-т печати, 2008. — 322 с.; 21 см; ISBN 978-5-8122-0948-3

## Память
Спектральная теория операторов и её приложения. Конференция посвящена памяти выдающегося учёного-математика, д.ф.-м.н., профессора Анатолия Гордеевича Костюченко. Уфа, 2011 (недоступная ссылка)